# Kartódromo

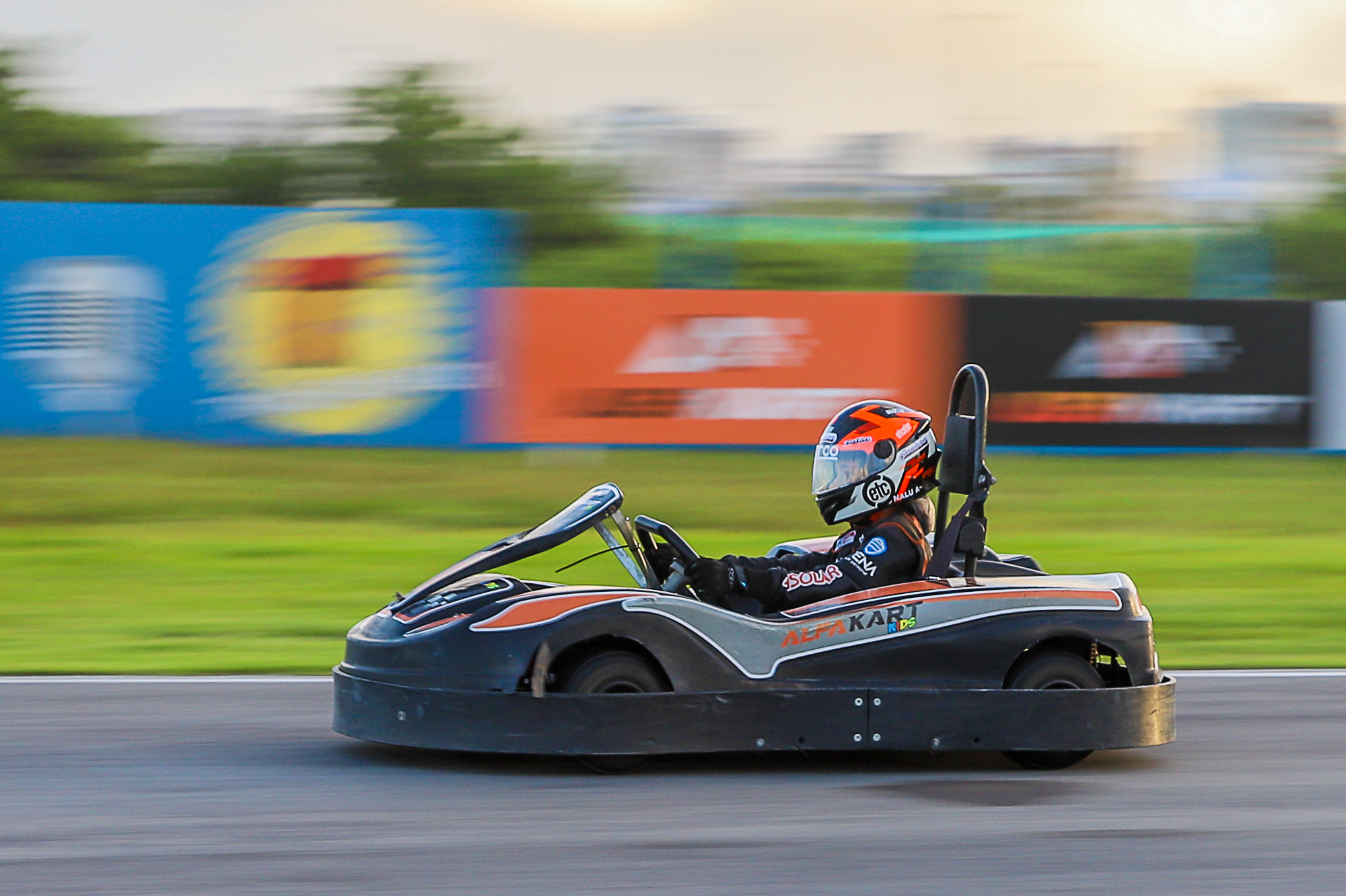
foto: Arthur Leite

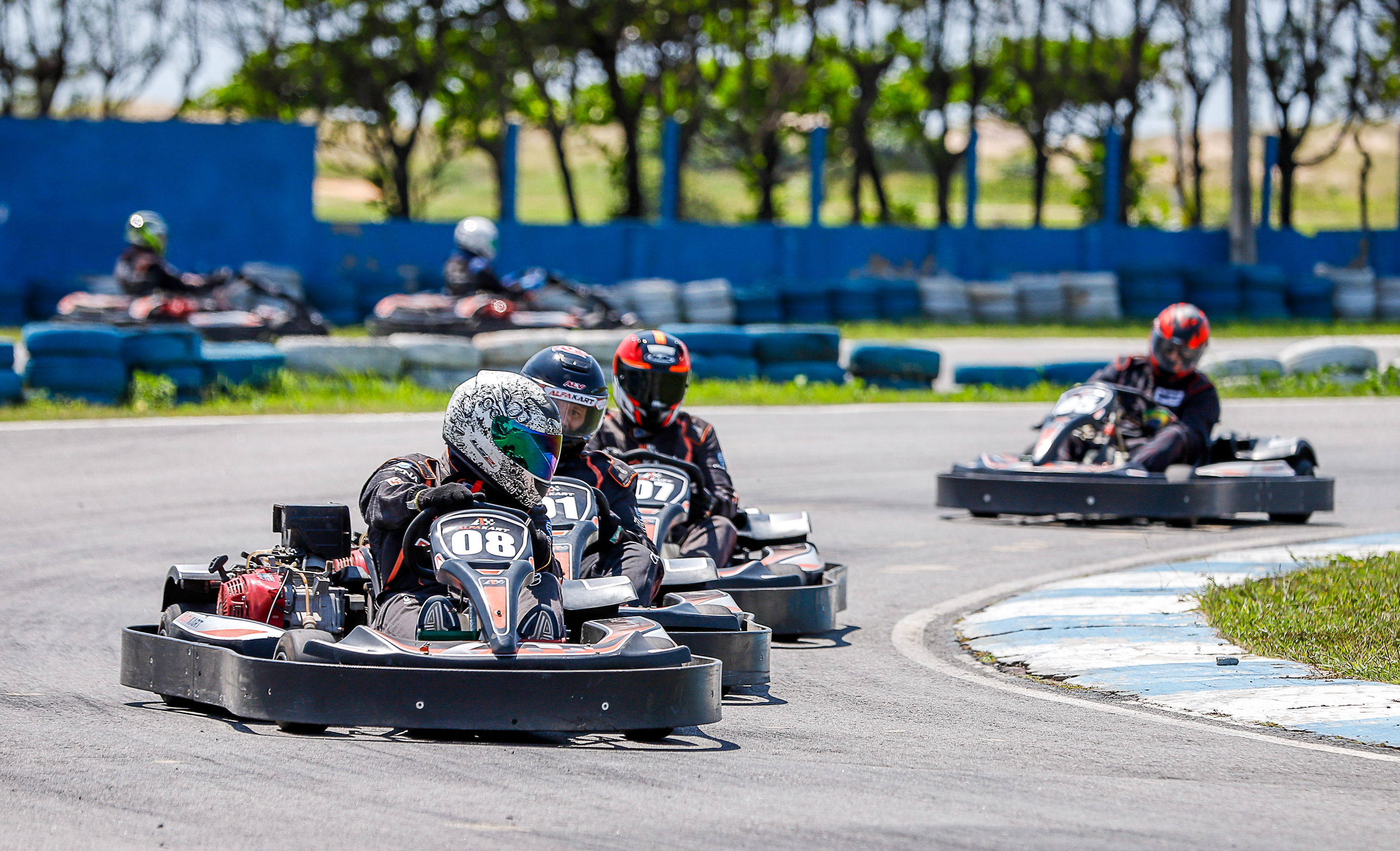
Foto: Arthur Leite

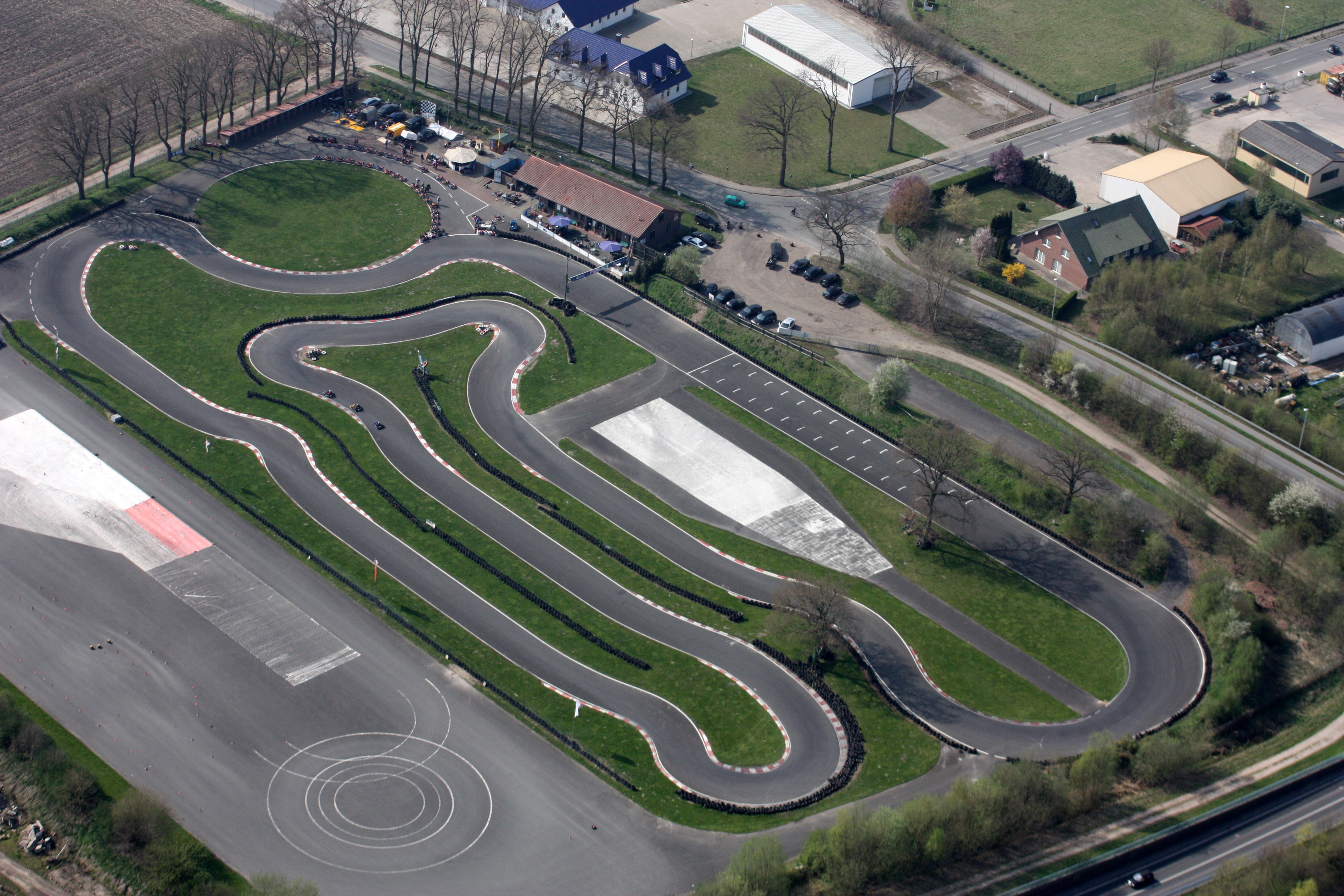
Kartódromo em Bassum, na Alemanha

Um kartódromo é uma pista de treinos e corridas de kart, assim como um autódromo, possuindo como maior diferença a menor proporção própria para a prática ao kartismo. O primeiro kartódromo foi construído no Sul da Califórnia, nos Estados Unidos, em 1956 por Art Ingels, internacionalmente conhecido como "o pai do kart".

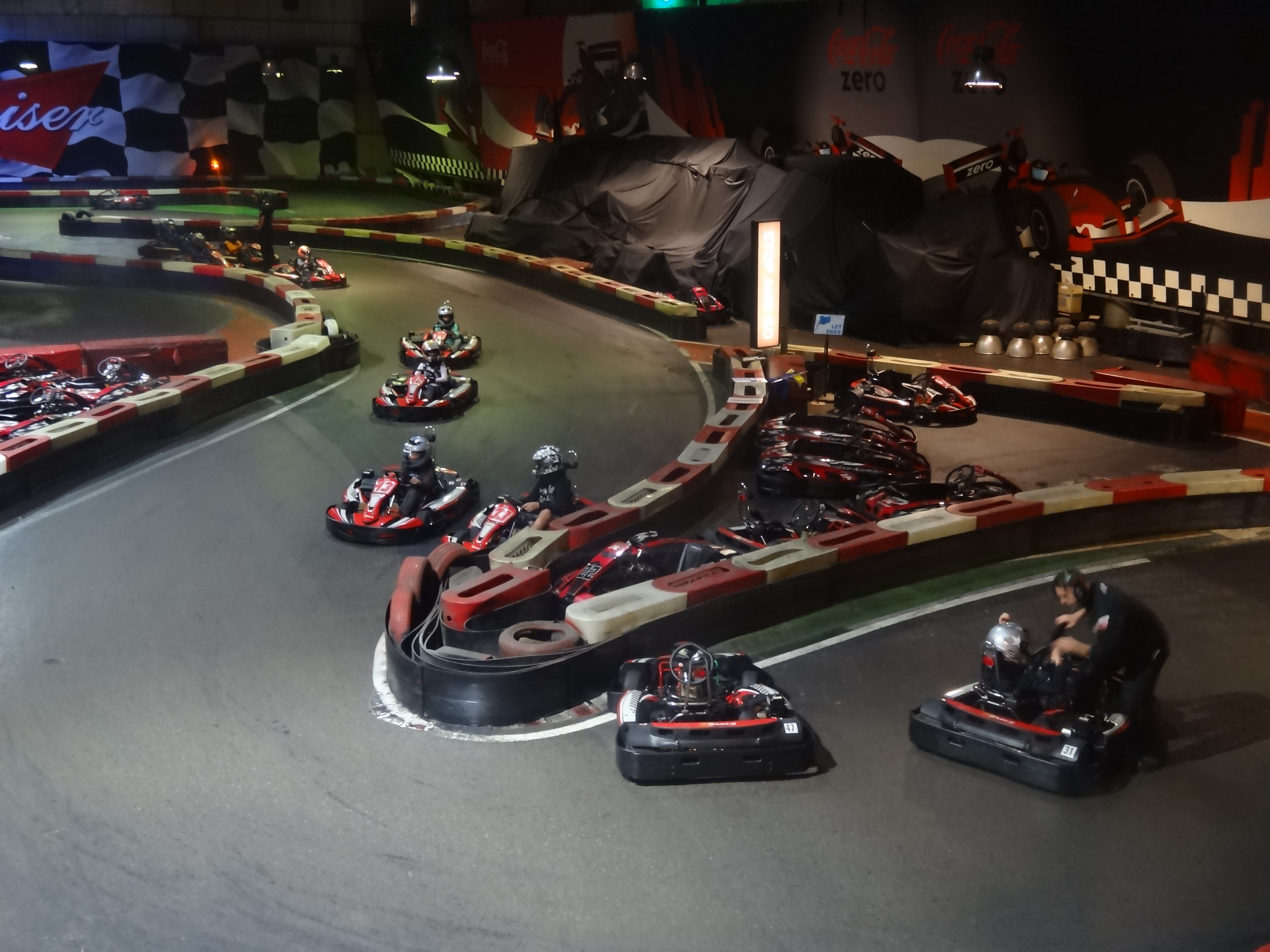
Kartódromo interior.

Existem vários kartódromos no Brasil: Alfa Kart, Kartódromo Internacional San Marino, Kartódromo Internacional Paladino, Kartódromo RBC Racing, Kartódromo Granja Viana, Kartódromo Aldeia da Serra, entre outros. Em Portugal, existem kartódromos em: Montijo, Vila Real, Leiria, Fafe, Palmela, Braga, entre outros.
Existem dois tipos de kartódromos: interior (indoor) e exterior (outdoor). Como o nome indica, um kartódromo interior é dentro de um pavilhão e um kartódromo exterior é ao ar livre. Existem, ainda, pistas mistas de interior e exterior. Alguns kartódromos, em vez de asfalto, são feitos em terra batida para a prática de kartcross.